# Cyrtodactylus batik
Espèce
Cyrtodactylus batik est une espèce de geckos de la famille des Gekkonidae.

## Répartition
Cette espèce est endémique de Sulawesi en Indonésie. Elle se rencontre sur le mont Tompotika.

## Publication originale
- Iskandar, Rachmansah & Umilaela, 2011 : A new bent-toed gecko of the genus Cyrtodactylus Gray, 1827 (Reptilia, Gekkonidae) from Mount Tompotika, eastern peninsula of Sulawesi, Indonesia. Zootaxa, n. 2838, p. 65–78.